# タンタンの冒険旅行 太陽の神殿
『タンタンの冒険旅行 太陽の神殿』（原題：Tintin et le temple du soleil）は、1969年のベルギー、フランス、スイスのアニメーション映画。漫画『タンタンの冒険』のアルバム（単行本）「ななつの水晶球」と「太陽の神殿」を基にしている。

## 声の出演
| 役                   | フランス語               | 日活版     | カートゥーン ネットワーク版 |
| -------------------- | ------------------------ | ---------- | --------------------------- |
| タンタン             | フィリップ・オグーズ     | 三ツ矢雄二 | 草尾毅                      |
| ハドック船長         | クロード・ベルトラン     | 内海賢二   | 内海賢二                    |
| ビーカー教授         | アルフレッド・パスクワリ | 槐柳二     | 辻村真人                    |
| トンプソン・デュポン | ギー・ピエロー           | 上田敏也   | 永井一郎                    |
| トマソン・デュボン   | ポール・リアジェール     | 石井敏郎   | 永井一郎                    |
| ベルガモット教授     | アンドレ・ヴァルミー     |            | 竜二ミズノ                  |
| ゾリノ               | リュシー・ドレーヌ       | 田中真弓   | 津村まこと                  |